# Parapolynema tucumanum
Parapolynema tucumanum är en stekelart som beskrevs av Fidalgo 1991. Parapolynema tucumanum ingår i släktet Parapolynema och familjen dvärgsteklar. Inga underarter finns listade i Catalogue of Life.